# Bruno Dettori
Bruno Dettori (Sassari, 22 dicembre 1941 – Roma, 2 agosto 2020) è stato un politico italiano.

## Biografia
Laureato in scienze agrarie, è stato docente universitario di geologia applicata presso l'Università di Sassari ed ha inoltre insegnato idrogeologia presso la facoltà di scienze e climatologia, e geologia presso la Scuola di specializzazione di igiene e medicina preventiva dell'Università di Sassari. Ha fatto esperienze di insegnamento all'estero per due anni accademici presso la facoltà di agraria di Asmara (Eritrea) nell'ambito della Cooperazione internazionale universitaria ed è infine autore di 40 pubblicazioni e ricerche su riviste nazionali ed internazionali sull'idrogeologia, idrochimica ed approvvigionamento idrico.
Iniziò la sua carriera politica nel 1990 diventando consigliere comunale a Sassari tra le file della Democrazia Cristiana. Tre anni dopo passò al Patto Segni (di cui divenne vicesegretario nella provincia di Sassari) e con esso fu consigliere comunale e regionale, nonché capogruppo dei "pattisti" in Sardegna.
Successivamente passa ai Democratici, con cui è eletto consigliere in Sardegna nelle elezioni del 1999. Aderisce allora alla Margherita, con la quale venne eletto senatore al termine delle elezioni politiche del 2001. Nella XIV legislatura fu membro della commissione speciale in materia d'infanzia e di minori, della quale fu anche segretario dal 7 maggio del 2002 al 27 aprile del 2006 non eletto alle elezioni politiche del 2006.
Dal 18 maggio del 2006 al 7 maggio del 2008 ha fatto parte del secondo governo Prodi in qualità di sottosegretario all'Ambiente. Candidato per la circoscrizione insulare nelle file del Partito Democratico alle elezioni del Parlamento Europeo del 6 - 7 giugno 2009.